# (37093) 2000 UE86
2000 UE86 (asteroide 37093) é um asteroide da cintura principal. Possui uma excentricidade de 0.01776620 e uma inclinação de 10.87192º.
Este asteroide foi descoberto no dia 31 de outubro de 2000 por LINEAR em Socorro.